# Wilkowice
Pour les articles homonymes, voir Wilkowice (homonymie).

Blason de Wilkowice.

Wilkowice est la principale bourgade de la gmina Wilkowice. Cette communauté villageoise est située dans le Powiat de Bielsko-Biała et la région de la voïvodie de Silésie, dans le Sud de la Pologne.
Wilkowice administrative deux villages environnants, Bystra et Meszna. 
Wilkowice est situé à une dizaine de kilomètres de Bielsko-Biała et à 55 kilomètres de la principale ville Katowice.
La population s'élève aux alentours de 6.500 habitants.